# ویلیام چهارم
ویلیام چهارم (به انگلیسی: William IV) ملقب به پادشاه دریانورد (زادهٔ ۲۱ اوت ۱۷۶۵ – درگذشتهٔ ۲۰ ژوئن ۱۸۳۷) پادشاه بریتانیای بزرگ و ایرلند و شاه هانوفر از ۲۶ ژوئن ۱۸۳۰ تا هنگام مرگش در ۲۰ ژوئن ۱۸۳۷ بود. او سومین پسر جرج سوم بود و پیش از رسیدنش به پادشاهی عنوان دوک کلارنس را داشت. او در ابتدا با اصلاحات پارلمانی مخالف بود اما سرانجام مجبور به پذیرش قانون اصلاحات سال ۱۸۳۲ شد که قدرت خاندان سلطنتی را کاهش می‌داد.

## زندگی
ویلیام در ۲۱ اوتِ ۱۷۶۵ در کاخ باکینگهام (در آن زمان سرای باکینگهام) در لندن زاده شد. او سومین پسرجرج سوم، پادشاه انگلستان و شارلوت مکلنبرگ-استرلیتز بود و با نام ویلیام هنری غسل تعمید یافت.
او در ۱۳ سالگی وارد نیروی دریایی سلطنتی شد، در انقلاب آمریکا جنگید و به هنگام خدمت در هند غربی دوستی نزدیکی با دریاسالار هوراشیو نلسون پیدا کرد.
در فاصلهٔ سال‌های ۱۷۹۴ تا ۱۸۰۷ او روابطی نامشروع با کمدین ایرلندی دوروتی جردن برقرار کرد و از او صاحب ۱۰ فرزند نامشروع (با نام خانوادگی فیتزکلارنس) شد که این موضوع خشم پدرش را برانگیخت. او سپس در ۱۱ ژوئیهٔ ۱۸۱۸ با شاهدخت آدلاید ساکس-ماینینگن ازدواج کرد و از او صاحب دو دختر شد که هر دو در کودکی درگذشتند.
ویلیام از ۱۷۸۹ تا ۱۸۳۰ عنوان دوک کلارنس را داشت، در ۱۸۱۱ به مقام دریاسالاری و در ۱۸۲۷–۸ به مقام لرد دریاسالار والا رسید. پس از آنکه برادر بزرگش شاه جرج چهارم در ۱۸۳۰ درگذشت او با عنوان ویلیام چهارم بر تخت پادشاهی بریتانیای کبیر نشست.
در مه ۱۸۳۲ نخست‌وزیر چارلز گری، دومین ارل گری از پادشاه درخواست نمود تا دست‌کم ۵۰ عضو جدید برای حزب ویگ (حزب لیبرال امروزی) ایجاد نماید تا بتوانند با دادن رأی مثبت به لایحهٔ اصلاحات پارلمانی در برابر رأی‌های منفی حزب توری (حزب محافظه‌کار امروزی) که مخالف این لایحه بودند آن را به تصویب برسانند. در ابتدا ویلیام با این درخواست مخالفت نمود اما سرانجام با آن موافقت کرد و لایحهٔ اصلاحات در پارلمان به تصویب رسید.
ویلیام در آوریل ۱۸۳۷ دچار حملهٔ شدید آسم شد و به‌دنبال آن دچار عفونت سینه و مشکل در تنفس گردید. او که روز بروز ضعیفتر می‌شد سرانجام در ۲۰ ژوئن ۱۸۳۷ بر اثر نارسایی قلبی و برونشیت درگذشت. او را در وینزر به‌خاک سپردند و پس از او برادرزاده‌اش شاهدخت ویکتوریا با عنوان ملکه ویکتوریا بر تخت پادشاهی بریتانیا نشست. فرمانروایی هانوفر نیز به ارنست آگوستوس، دوک کامبرلند و برادر ویلیام چهارم رسید.